# Cape Cross
Cape Cross (Kaap Kruis in afrikaans, Das Kreuzkap in tedesco; letteralmente "capo croce") è un promontorio della costa atlantica della Namibia, 70 km a nord di Hentiesbaai. È un'area naturale protetta classificata come riserva naturale (nature reserve) o riserva faunistica (game reserve).

## Storia

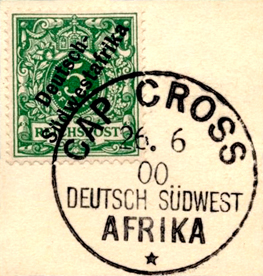
Francobolli per il tedesco Sud Africa occidentale timbro postale Cap Cross 1900

Il capo fu scoperto dal navigatore portoghese Diogo Cão in occasione del primo sbarco degli europei in Namibia, avvenuto nel gennaio del 1486. Cão fece erigere una croce di pietra per segnalare il punto più meridionale mai raggiunto dagli europei in Africa. Sul luogo è stato oggi eretto un memoriale costituito da una croce e una scritta incisa su un macigno, che ricorda lo sbarco di Cão.

## Fauna

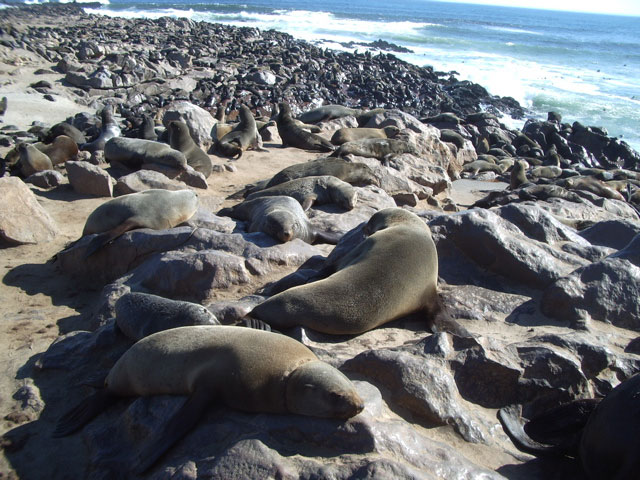
La colonia di otarie di Cape Cross

Oggi Cape Cross è noto soprattutto perché vi si trova una grande colonia di otarie da pelliccia (della specie Arctocephalus pusillus). Il numero di otarie varia nelle diverse stagioni dell'anno, e ha avuto notevoli fluttuazioni nel tempo, anche in seguito a condizioni climatiche o ambientali; si parla comunque di decine di migliaia di individui. Le otarie di Cape Cross possono contare su abbondanti risorse di cibo, grazie ai pesci trasportati dalla corrente del Benguela; ogni anno consumano oltre un milione di tonnellate di pesce (più del consumo nazionale complessivo di Namibia e Sudafrica). Oltre all'uomo, i principali predatori marini delle otarie del Capo sono le orche e gli squali bianchi e mako; sulla terra le iene brune e gli sciacalli dalla gualdrappa stanno ai bordi della colonia in attesa di individuare piccoli isolati.
Il governo namibiano è stato aspramente criticato perché consente la caccia alle otarie del Capo